# Livia Lancelot
Pour les articles homonymes, voir Lancelot.
Livia Lancelot, née en 1988 à Saint-Denis (Seine-Saint-Denis), est une pilote de motocross française. Elle est devenue la première championne du monde française de la catégorie féminine.

## Biographie
Livia Lancelot découvre la moto très jeune, ses deux parents étant motards. Elle remporte les championnats du monde en 2008, devenant la première française à le faire.
À la tête de sa propre structure OneOneFour, elle est la première femme pilote et team-manager dans le milieu motocycliste.
Revenue d'une blessure au genou en 2014, elle se hisse sur la  3e place du Championnat du Monde féminin. Elle finit 2e du mondial 2015 WMX et championne de France.
En 2016, toujours sous sa propre structure, elle devient pour la 2e fois championne du monde et 6e fois championne de France.
En 2017, elle remporte un 7e titre de championne de France et un titre de vice-championne du monde.
Après sa retraite sportive en 2017, elle se consacre à son écurie en tant que manager d’équipe, puis ouvre une école de pilotage en 2023.

## Palmarès
Championnat de France
- Championne de France en 2010, 2011, 2012, 2014, 2015, 2016

Championnat du monde
- Vice-Championne du Monde WMX 2017
- Championne du Monde WMX 2016
- Vice-Championne du Monde WMX 2015
- Troisième du Championnat du Monde WMX : 2014
- Vice-Championne du Monde WMX : (114) : 2010
- Championne du Monde WMX : 2008

Coupe du monde
- 2e (1) : 2007
- 3e (2) : 2005, 2006

X Games
- 3e (18) : 2012
- 3e (17) : 2011

## Galerie de photographies

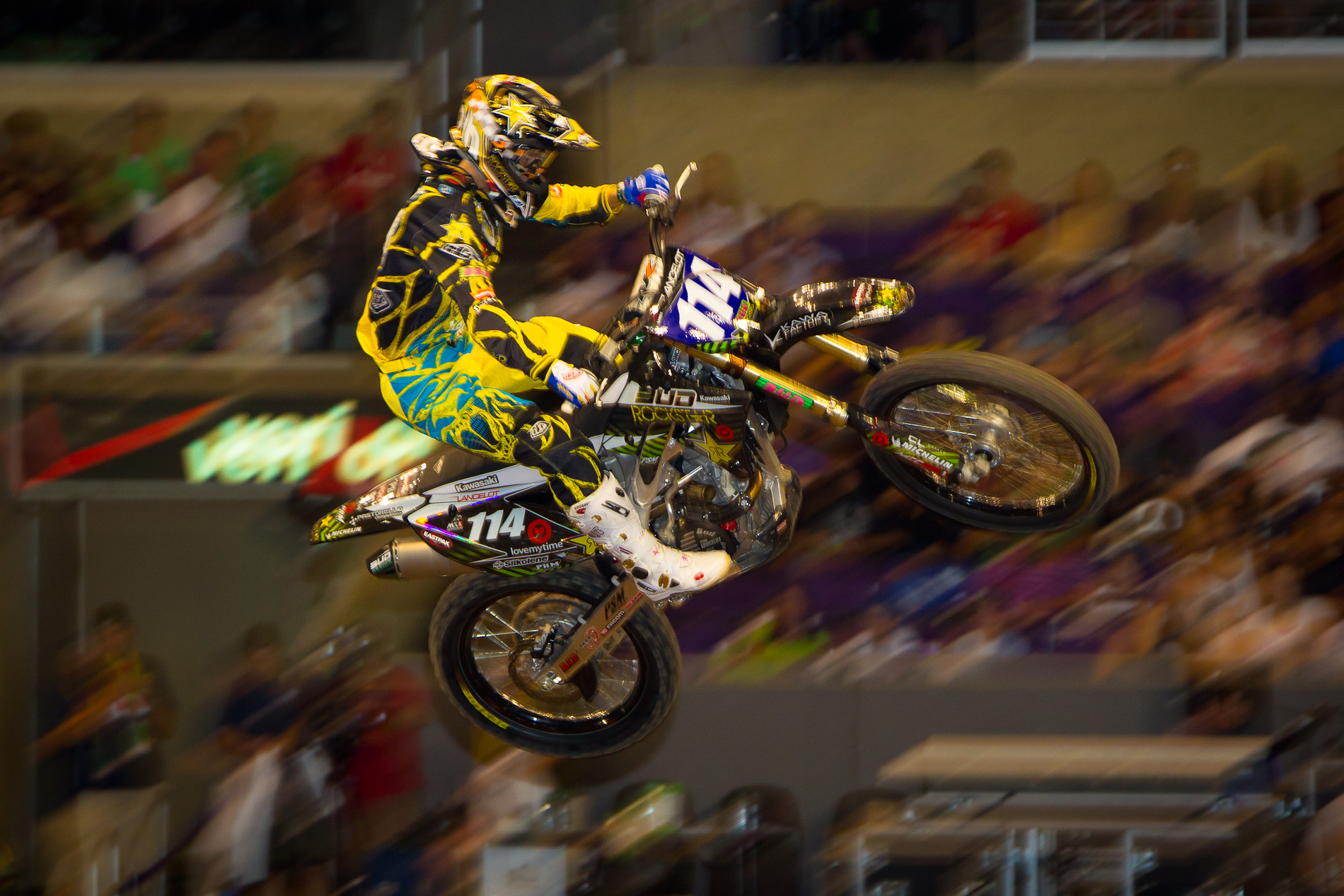
X Games XVII (2011)
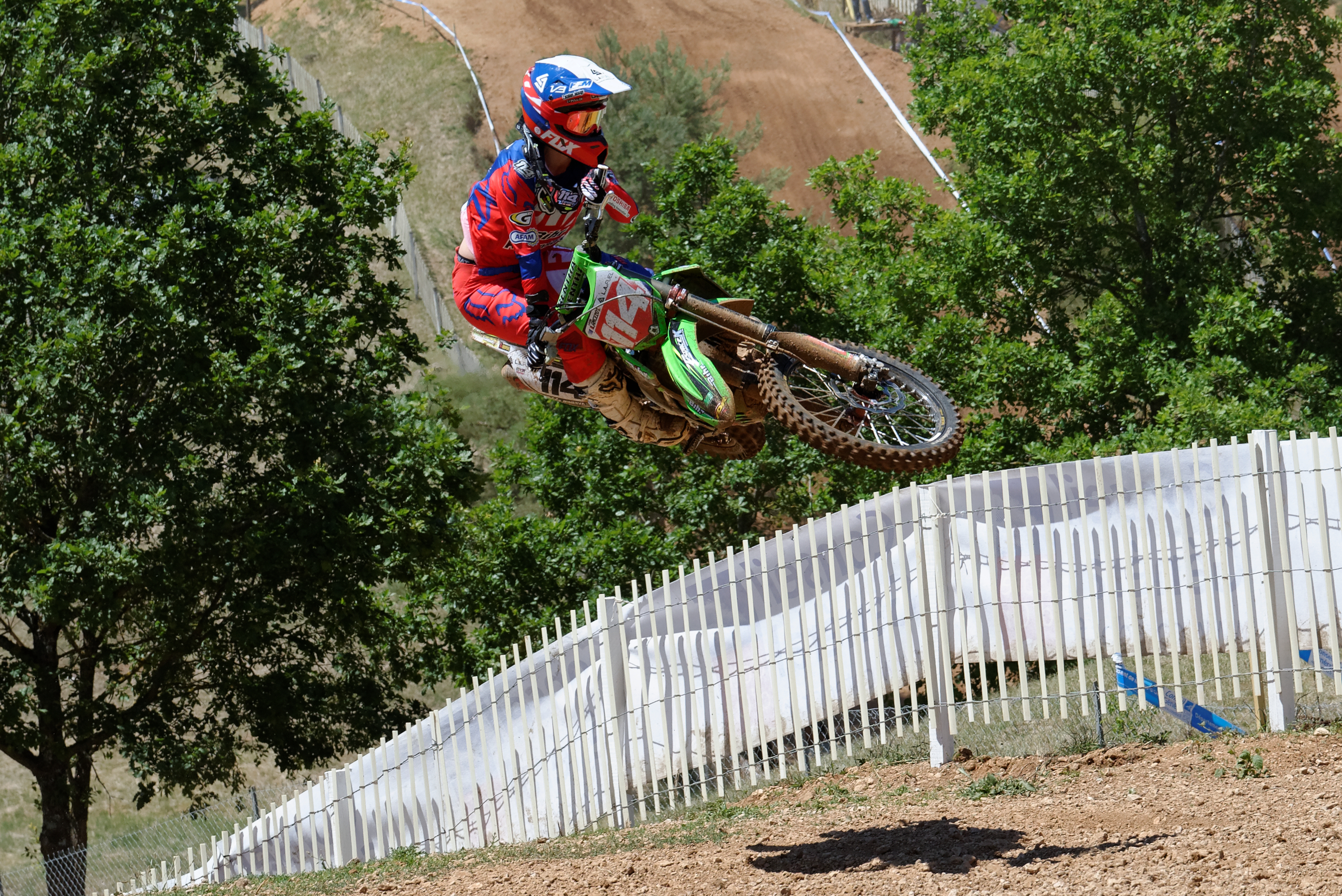
Finale du championnat de France 2015
Reconstitution d'un saut lors de la finale du championnat de France 2015